# Franz Koenigs

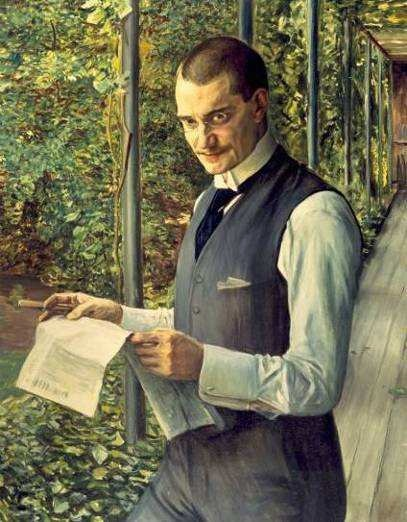
Franz Koenigs

Franz Wilhelm Koenigs (* 3. September 1881 in Kierberg; † 6. Mai 1941 in Köln) war ein deutsch-niederländischer Bankier und Kunstsammler.

## Bankier
Koenigs entstammte einer deutschen Bankiersfamilie. Er war persönlich haftender Gesellschafter bzw. Teilhaber der Bankhäuser Delbrück, Schickler & Co., Berlin, und Delbrück, von der Heydt & Co., Köln (gegründet 1919). Nach der Gründung der Bank Rhodius Koenigs Handel Maatschappij mit Sitz in Amsterdam verlagerte Koenigs seinen Lebensmittelpunkt in den 1920er Jahren mehr und mehr in die Niederlande. Er war zu jener Zeit ein bedeutender transnational agierender Privatbankier. Unter anderem war er Lehrmeister des deutschen Bankers Hermann Josef Abs (1901–1994). 1929 trat er der Gesellschaft der Freunde bei.

## Kunstsammler
Überdies gelang es Koenigs sachkundig und versiert, eine herausragende Privatsammlung alter Meister aufzubauen und international zu einem der einflussreichsten Kunstsammler auf diesem Felde zu avancieren. Die „Kollektion Koenigs“ umfasste schließlich 46 Gemälde und 2.761 Zeichnungen; darunter Werke von Rembrandt,
Bosch und Fra Bartolommeo.

### Zeit des Nationalsozialismus
In der Zeit des Nationalsozialismus geriet Koenigs, der 1939 die niederländische Staatsangehörigkeit angenommen hatte, mehr und mehr zwischen die Fronten. Es lässt sich nach dem gegenwärtigen Kenntnisstand vermuten, dass er einerseits mit den NS-Behörden zusammenarbeitete und andererseits Informationen über das nationalsozialistische Deutschland an westliche Geheimdienste weitergab. Koenigs war außerdem bemüht, seine Kunstsammlung vor dem möglichen Zugriff nationalsozialistischer Kunsträuber durch Einbringung in eine Stiftung oder die Verlagerung ins Ausland komplett zu erhalten bzw. zu retten. Nach dem Einmarsch der Deutschen in die Niederlande 1940 wurde er jedoch vermutlich gezwungen, Teile seiner Sammlung an Aufkäufer der Nationalsozialisten zu veräußern. Die Sammlung Koenigs wurde daraufhin zerschlagen.

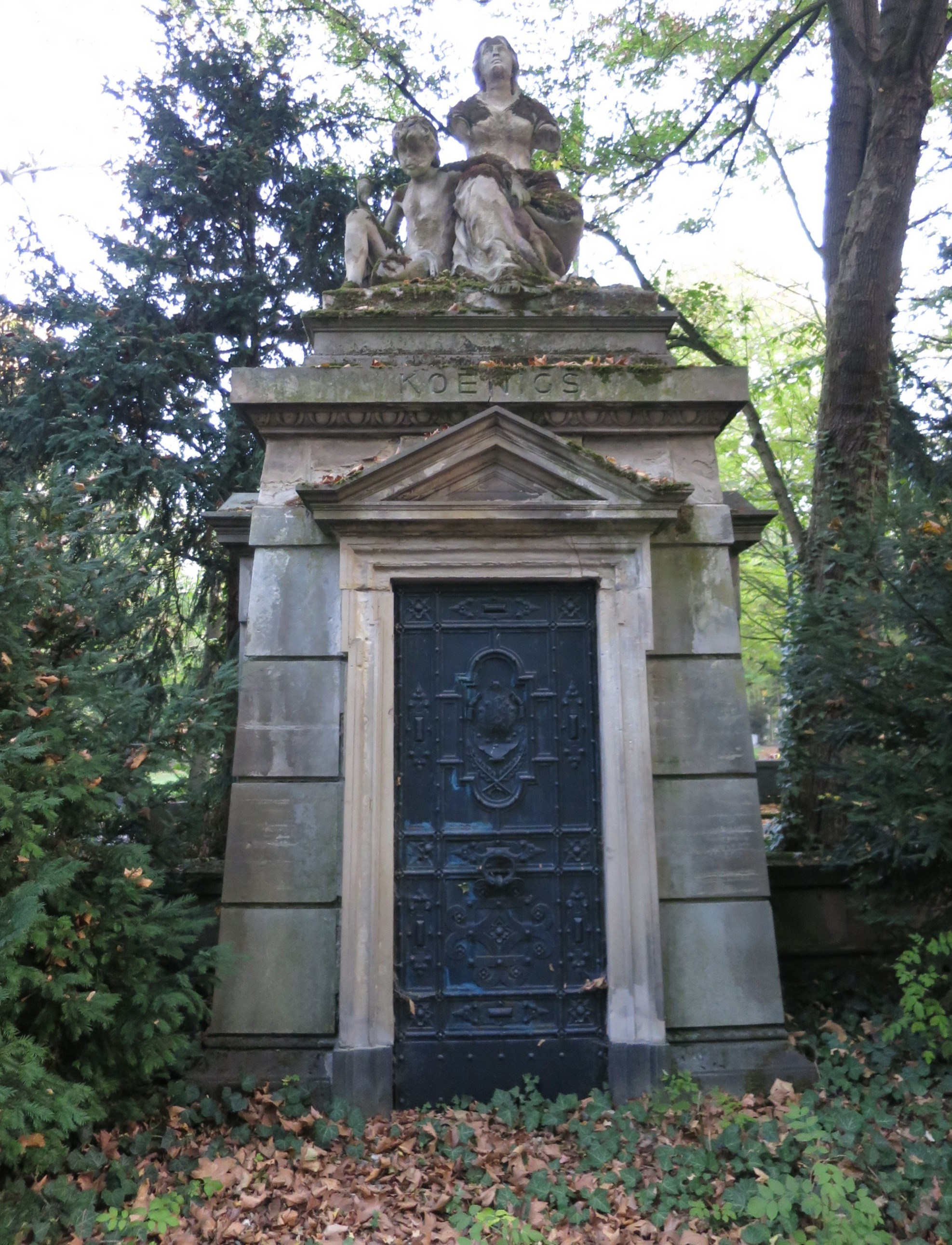
Familiengruft Koenigs

1940/41 wurde Koenigs von der Gestapo verdächtigt, Juden bei der Flucht aus dem Deutschen Reich unterstützt und an von der Reichsregierung untersagten Transfers von „Fluchtgeldern“ mitgewirkt zu haben. Im März 1941 wurde Koenigs daher zeitweilig inhaftiert. Am 6. Mai 1941 verstarb Koenigs auf dem Hauptbahnhof in Köln unter bislang ungeklärten Umständen. Möglicherweise handelte es sich um einen Unfall, eventuell wurde er jedoch ermordet.
Verbleib und Besitzübertragungen der Sammlung Koenigs in ihren Teilen nach 1941 werfen bis heute eine Vielzahl von Fragen auf – erhebliche Teile gelangten als Beutekunst auf verschlungenen Wegen sogar in die Sowjetunion.

## Persönliches
Franz Koenigs war verheiratet mit Gräfin Anna von Kalckreuth (1883–1963), der Tochter des Malers Leopold von Kalckreuth. Ihre Kinder und Enkelkinder leben heute in den Niederlanden und in Deutschland. Koenigs ist mit seiner Ehefrau in der Familiengruft auf dem Kölner Melaten-Friedhof (MA, zwischen Lit. P+Q) beigesetzt. Eine seiner Schwestern war Elisabeth von Wedderkop.